# Al-Asma'i
Abu-Saïd Abd-al-Malik ibn Qurayb al-Bahili al-Asmaí (en árabe: أبو سعيد عبد الملك ابن قريب الباهلي لأصمعي‎), más conocido sencillamente como al-Asma'i (740-828), fue uno de los primeros lexicógrafos del árabe y uno de los tres directores de la Escuela de Basora de gramática del árabe. Al mismo tiempo fue un pionero de la zoología y las ciencias naturales. Es considerado el primer científico musulmán en estudiar a los animales en detalle. Escribió diferentes obras como: Kitab al-khail (Libro del caballo), Kitab al-ibil (Libro del camello), Kitab al-farq (Libro de los animales raros), Kitab al-wuhuix (Libro de los animales salvajes), Kitab aix-xa (Libro de la oveja) y Kitab Jálaq al-insan (Libro de la Humanidad). También estudió con detalle la anatomía humana y se le atribuye la redacción de la biografía épica de Antara ibn Xaddad. Como experto en hipología, es considerado uno de los precursores de la caballería desarrollada por el islam medieval, conocida como furussiyya.

## Biografía
Al-Asmaí nació en 740, en un lugar que no ha sido fijado con certeza. Fue miembro de la tribu árabe de Bahila. Algunos autores indican que nació en Basora, que en la actualidad pertenece a Irak, mientras otros sitúan su nacimiento en Merv, que actualmente se territorio del Turkmenistán. En cualquier caso, durante su vida al-Asmaí fue indudablemente un representante de la Escuela de Gramática Árabe de Basora, y alumno de al-Khalil ibn Áhmad al-Farahidí y de Abu-Amr ibn al-Alá, así como un contemporáneo de Abu-Ubayda y de Sibawayhi. Parece que fue un hombre pobre hasta que, por la influencia del gobernador de Basora, fue llevado en audiencia del califa Harún al-Rashid, quien gozó de su conversación en la corte y le hizo tutor de sus hijos al-Amín y al Mamun. Ar Rachid, que sufría de insomnio, compartió una discusión nocturna con Al Asmaí sobre poesía preislámica. Al-Asmaí fue también popular con el influyente visir barmáquida. Se convirtió en rico propietario en Basora, donde estableció residencia durante un tiempo. Al-Asmaí murió en el año 828, aunque la ubicación exacta es, de nuevo, objeto de controversia. Mientras algunos sitúan su muerte en Bagdad, otros creen que regresó a Merv en la última etapa de su vida.
Al-Asma'i fue también un lingüista, crítico y lexicógrafo. En su libro Fuhulat expone los primeros trabajos de crítica literaria en árabe. Por eso se le considera un pensador coetáneo de Abu-Ubayda. Mientras que este último era miembro de la shu'ubiyya, movimiento considerado de cultura no árabe (principalmente persa), al-Asma'i creía en la superioridad de los árabes por encima de los demás pueblos y de la independencia de su lengua y literatura de toda influencia extranjera.
Algunos de sus discípulos alcanzaron una alta posición como hombres de letras. Debido a su interés por catalogar la lengua árabe, pasó un tiempo viajando por el desierto y contactando con las tribus beduinas para observar sus hablas.
En un incidente expuesto por numerosos historiadores, el califa ar-Rashid llevó un caballo y preguntó tanto a Al-Asma'i como a Abu Ubayda, que también había escrito extensamente sobre zoología, que identificaran con los términos correctos cada parte de la anatomía del caballo. Abu-Ubayda se escabulló del reto diciendo que era más lingüista que veterinario; al-Asmaí, entonces, saltó al caballo, identificó a cada parte de su cuerpo y dio ejemplos extraídos de la poesía árabe beduina que indicaban el término apropiado en árabe.
Yahya, el visir barmáquida, sintió lástima de al-Asma'i, que era pobre y nada agraciado, y le compró una esclava, pero el aspecto de al-Asma'i causó tanto rechazo en la chica que el visir rompió la compra pactada.

## Obra
De las obras conocidas de al-Asma'i, muchas de ellas se mencionan en el catálogo conocido como Fihrist, aunque sólo se han encontrado media docena. Entre éstas cabe mencionar Libro de distinción, Libro de los animales salvajes, Libro del caballo y Libro de la oveja. La mayoría de las colecciones de poesía árabe preislámica fueron compiladas por discípulos de Al-Asmai a quienes les inculcó sus principios. En época moderna, el orientalista alemán Wilhelm Ahlwardt compiló y reeditó su obra magna Asmaiyyat, considerada una de las principales fuentes de la poesía árabe preislámica.
Al-Asma'i también escribió la obra sobre botánica Plantas y árboles, en la que llama 276 plantas, muchas de las cuales son descritas de forma colectiva. También llama a todas las plantas que crecen en las diferentes partes de la Península arábiga.
Su biografía fue escrita por Ibn Jalikán, quien se refiere a él como maestro de la lengua árabe y como uno de los eminentes transmisores de la historia oral y de las expresiones más extrañas de la lengua.